# Józef Longin Staszewski
Józef Longin Staszewski herbu Ostoja – podkomorzy upicki w latach 1783–1795, sędzia ziemski upicki w latach 1772–1783, strażnik upicki w latach 1765–1772, poseł upicki na Sejm Czteroletni w 1790 roku, członek Zgromadzenia Przyjaciół Konstytucji Rządowej.
2 maja 1791 roku podpisał asekurację, w której zobowiązał się do popierania projektu Ustawy Rządowej. Delegat powiatu upickiego do Rady Narodowej Litewskiej w 1794 roku.
Był kawalerem Orderu Świętego Stanisława.